# Maserati A6G/54
Maserati A6G/54 war die werksinterne Bezeichnung für einen Straßensportwagen, den der italienische Automobilhersteller Maserati von 1954 bis 1957 produzierte. Das Auto wurde ebenso wie sein Vorgänger (intern: A6G) offiziell als Maserati 2000 GT vermarktet. In technischer Hinsicht war der A6G/54 die Straßenversion des Rennsportwagens A6GCS, mit dem eine enge Verwandtschaft bestand. Der A6G/54 war mit offenen und geschlossenen Karosserien von Allemano, Frua und Zagato erhältlich. Insgesamt entstanden etwa 60 Fahrzeuge. Die Historie der einzelnen Autos ist ungewöhnlich gut dokumentiert. Die Wagen gehören zu den exklusiven Klassikern, die auf Auktionen mittlerweile Preise in Millionenhöhe erreichen.

## Entstehungsgeschichte
Das 1914 gegründete Unternehmen Maserati war bis zum Zweiten Weltkrieg vor allem im Automobilrennsport engagiert. Unter der Leitung von Alfieri Maserati entstanden in den 1920er- und 1930er-Jahren viele erfolgreiche Wettbewerbsfahrzeuge, die Maserati teilweise selbst bei Motorsportveranstaltungen an den Start brachte, daneben aber auch an private Kunden verkaufte. In einzelnen Fällen leitete Maserati seit den 1930er-Jahren von diesen Wettbewerbsmodellen auch straßentaugliche Sportwagen ab. Diese Autos waren individuelle Einzelstücke, die auf Kundenwunsch entstanden; eine Serienfertigung von Straßensportwagen gab es bis 1945 nicht. Erst ab 1947 verkaufte Maserati mit dem 1500 GT (intern: A6) den ersten nicht primär auf Wettbewerbe ausgerichteten Sportwagen. Der A6 hatte Karosserien von Pininfarina und wurde von einem 1,5 Liter großen Motor angetrieben. Bei der Konstruktion des Motors hatte Maserati im Interesse der Standfestigkeit und Wartungsfreundlichkeit von einigen Merkmalen Abstand genommen, die bei den eigenen Rennsportmotoren seit Jahren üblich waren. Das wirkte sich auf die Motorleistung aus, die lediglich 65 PS (48 kW) betrug. Die daraus resultierenden schwachen Fahrleistungen, die hinter dem Niveau der ersten Ferrari-Straßenfahrzeuge zurückblieben, standen einem Erfolg des A6 entgegen. Seine Höchstgeschwindigkeit lag je nach Aufbau und Getriebeübersetzung nur bei 146 bis 153 km/h. Bis 1950 verkaufte Maserati insgesamt 59 Exemplare des A6. Um weiter am Markt bestehen zu können, benötigte Maserati ein leistungsstärkeres Auto. Eine höhere Motorleistung sollte auch schwerere und luxuriösere Aufbauten ermöglichen, die den hohen Verkaufspreis des Maserati rechtfertigen konnten. Das Ergebnis dieser Überlegungen war der A6G, der auch als Maserati 2000 GT verkauft wurde. Er hatte einen größeren Motor mit einer um 30 Prozent höheren Leistung. Dennoch hatte dieses Modell noch weniger Erfolg als der ursprüngliche A6: Von 1950 bis 1953 entstanden lediglich 16 Exemplare des A6G. Der geringe Produktionsumfang erklärt sich, abgesehen von den schwachen Fahrleistungen, die nach wie vor hinter denen zeitgenössischer Ferrari weit zurückblieben, auch aus schweren Arbeitskämpfen zu Beginn der 1950er-Jahre, in deren Folge Maserati-Eigner Adolfo Orsi mehrere hundert Angestellte entließ und so zeitweise einen Stillstand der Produktion verursachte.
Mit dem A6G/54, der 1954 erschien, beseitigte Maserati einige der Schwächen des A6G. Insbesondere war sein Motor um 50 Prozent stärker als der des Vorgängers und mehr als doppelt so stark wie der des 1947 vorgestellten A6. Der A6G/54 machte Maserati im Segment der Straßensportwagen zu einem Konkurrenten für Ferrari.
1957 löste der Maserati 3500 GT den A6G/54 ab. Das neue Modell war ab Werk mit standardisierten Karosserien erhältlich. Mit ihm wurde Maserati zum Serienhersteller.

## Technik

### Motor

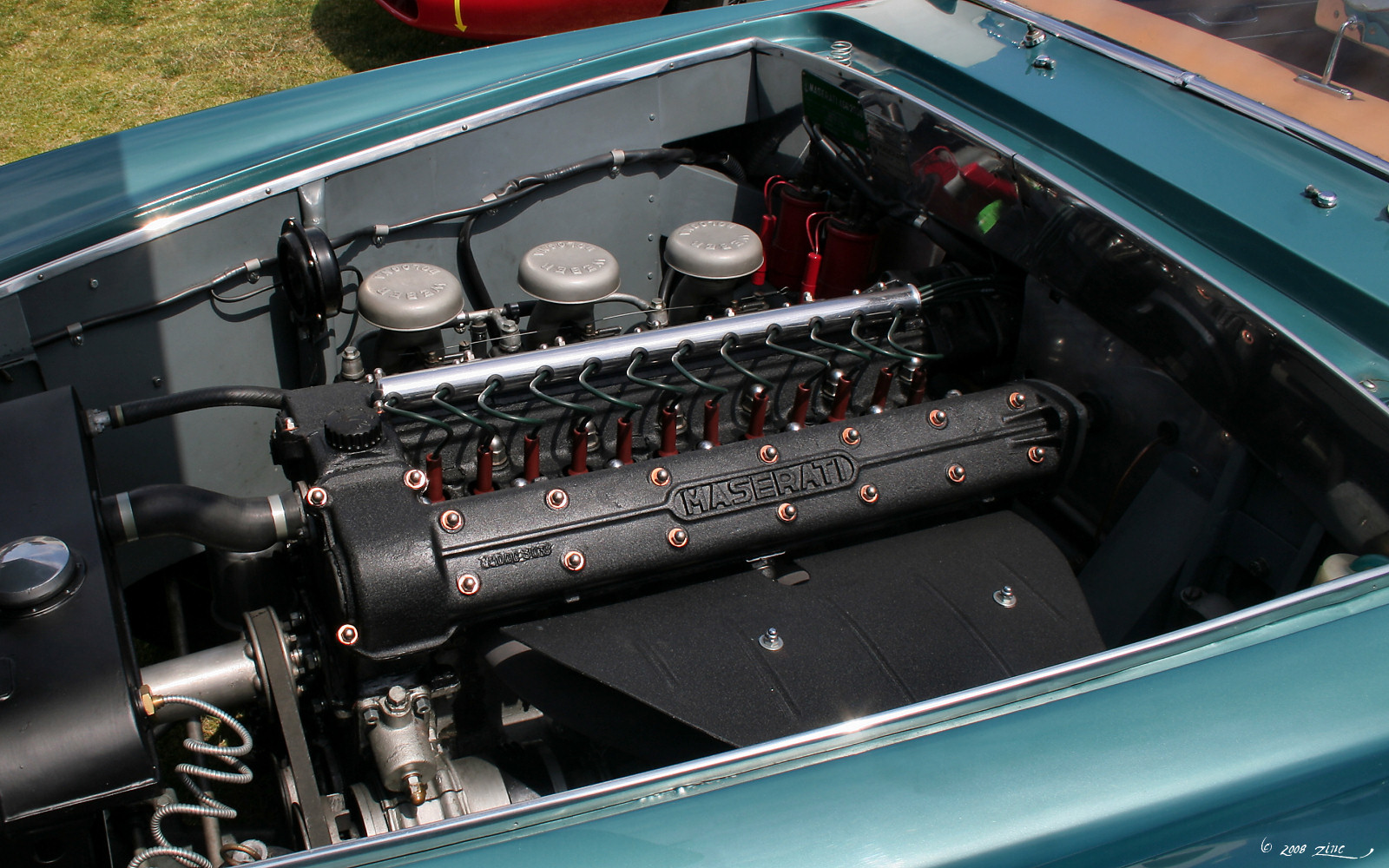
Motor des A6G/54

Der A6G/54 wurde von einem vorne längs eingebauten Sechszylinder-Reihenmotor mit 1986 cm³ Hubraum angetrieben. Der Motor basierte auf dem des Rennsportwagens A6GCS. Der Hubraum des A6G/54 und der des A6GCS waren gleich. Im Vergleich zum A6G bedeutete dies, dass sich das Verhältnis von Bohrung (76,5 mm) zu Hub (72,0 mm) verändert hatte: Nun war die Bohrung größer als der Hub; dadurch stieg die Drehfreudigkeit des Motors. Wie beim A6GCS hatte der Motor des A6G/54 zwei obenliegende Nockenwellen. Das war neu bei Maserati-Straßensportwagen: Die Vorgängermodelle A6 und A6G hatten noch jeweils eine obenliegende Nockenwelle. In Details war die Motorenkonstruktion des A6GCs allerdings für den Einsatz im Straßenbetrieb überarbeitet worden. Anders als bei der Rennsportversion wurden die Nockenwellen nicht über Zahnräder, sondern über eine Kette angetrieben. Anstelle der Trockensumpfschmierung des A6GCS hatte die Straßenversion eine Nasssumpfschmierung. In den ersten Jahren war der Motor mit einer Zündkerze pro Zylinder ausgestattet; ab 1956 gab es eine Doppelzündung. Die Motorleistung betrug in der anfänglichen Version 150 PS (110 kW) – 20 PS weniger als beim A6GCS –; mit Einführung der Doppelzündung stieg sie auf 160 PS (118 kW).

### Chassis und Fahrwerk
Das Chassis bestand aus einem Rohrrahmen, der aus Stahl gefertigt war. Die Vorderräder waren an doppelten Dreieckslenkern mit Schraubenfedern aufgehängt. Hinten hatte der Wagen eine Starrachse mit halbelliptischen Blattfedern. Vorn und hinten verwendete Maserati gleichermaßen Houdaille-Stoßdämpfer. An allen vier Rädern befanden sich hydraulisch betätigte Trommelbremsen.

## Aufbauten
Der A6G/54 war wiederum mit Karosserien unterschiedlicher Hersteller erhältlich. Die Aufbauten kamen von Allemano, Frua und Zagato. In Maseratis Verkaufsunterlagen wurden Fruas Spyder als Tipo A, Fruas Coupés als Tipo B, Allemanos Coupés als Tipo C und Zagatos Coupés als Tipo D bezeichnet.
Anders als bei den Vorgängern gab es keine Aufbauten von Pininfarina mehr. Pininfarina war eine besonders enge Beziehung zu Ferrari eingegangen, die es nicht mehr erlaubte, Karosserien für den Konkurrenten Maserati zu liefern. Zwar waren bis 1955 ungeachtet dessen noch einzelne Pininfarina-Aufbauten für den Rennsportwagen A6GCS geliefert worden; dies waren allerdings formal keine Werksaufträge. Die Aufbauten hatte jeweils der Maserati-Händler Mimmo Dei in Auftrag gegeben. Im Falle des A6G/54 ließ sich dieser Umweg nicht mehr realisieren.

### Tipo A: Spyder von Frua

#### Zwei Interimsmodelle
Im Frühjahr 1955 zeigte Frua einen offenen Zweisitzer, der auf einem Chassis der Sportversion A6GCS basierte (Fahrgestellnummer 2109), aber den leistungsreduzierten Motor der Straßenversion A6G/54 hatte. Die Zuordnung dieses Fahrzeugs ist umstritten; einige Quellen sehen in ihm den ersten A6G/54 Spyder, andere halten ihn für ein Mitglied der A6GCS-Reihe. Der italienische Staatspräsident Giovanni Gronchi eröffnete mit diesem Fahrzeug den Großen Preis von Italien 1955. Seit Mitte der 1970er-Jahre steht der Wagen in den USA. Ein vergleichbares Fahrzeug mit ebenfalls umstrittener Zuordnung ist der Spyder mit der Fahrgestellnummer 2110.

#### Kleinserie für Mimmo Dei

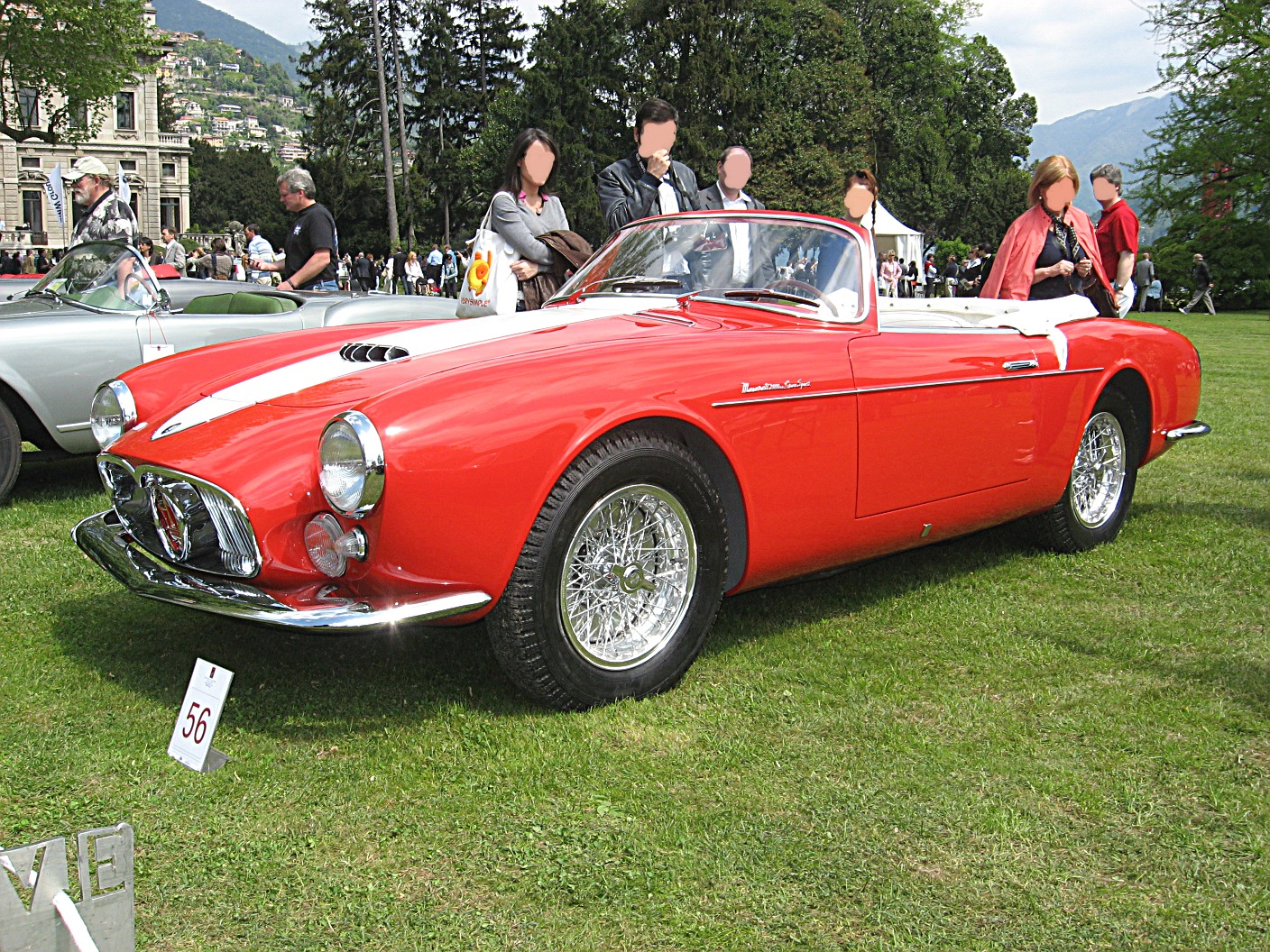
Maserati A6G/54 Frua Spyder

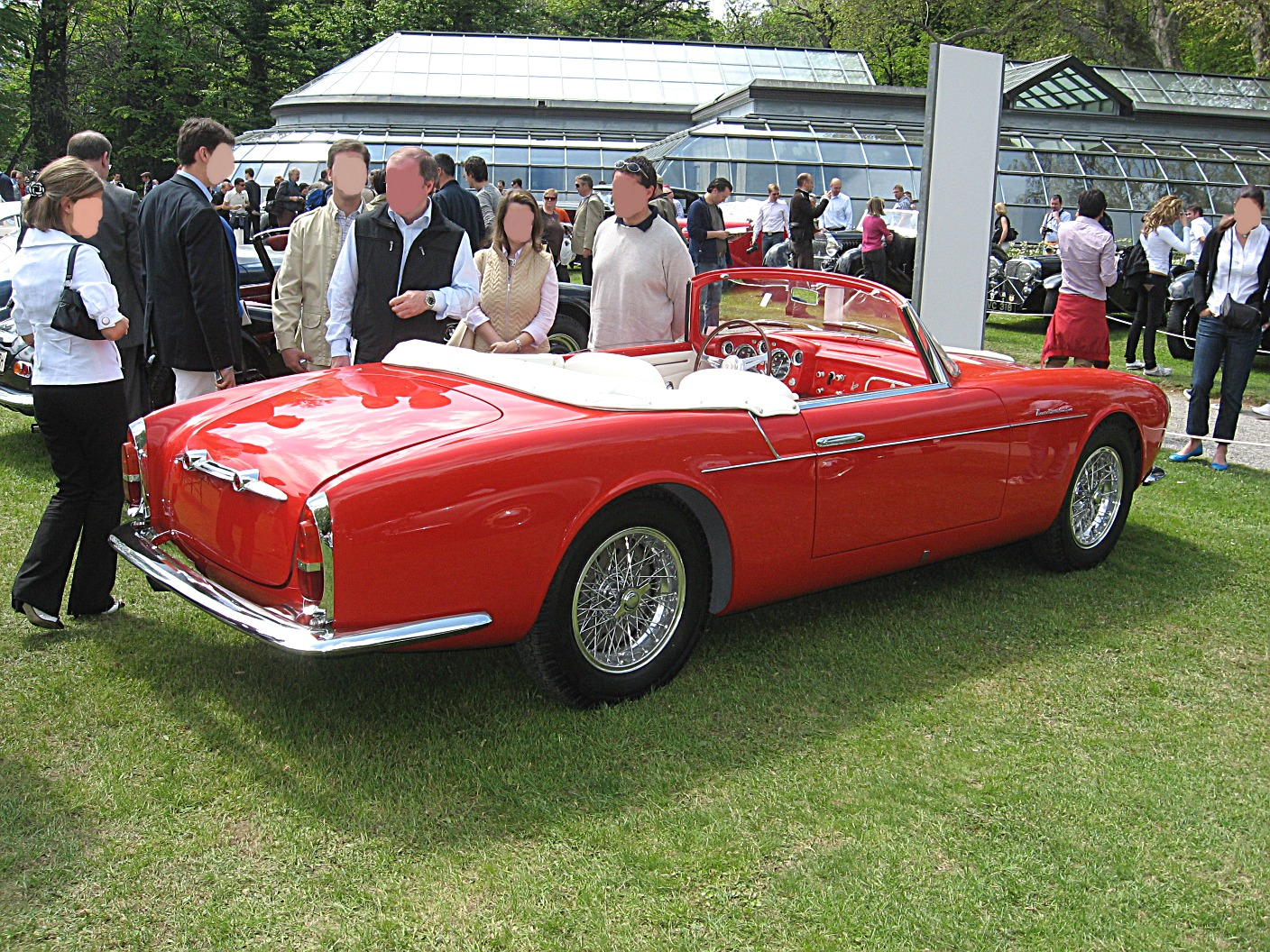
Maserati A6G/54 Frua Spyder

Ende 1954 gab Mimmo Dei der Carrozzeria Pietro Frua den Auftrag für eine zehn Fahrzeuge umfassende Serie offener Versionen des A6G/54. Es sind die Fahrgestellnummern 2104, 2180, 2182, 2183, 2187, 2191, 2192, 2193, 2196 und 2197. Im Gegensatz zu den ersten beiden Exemplaren mit den Fahrgestellnummern 2109 und 2110 kommen bei ihnen sowohl der Motor als auch das Chassis aus der regulären A6G/54-Produktion. Die Angaben zum Radstand der Spyder-Versionen sind unterschiedlich. Einige Quellen geben für alle zehn Fahrzeuge einen Radstand von 2250 mm an, andere gehen davon aus, dass die Spyder den regulären, unverkürzten Radstand der Coupés hatten.
Das erste Chassis dieser Reihe (Nummer 2104) sandte Maserati im Dezember 1954 an Frua; das fertige Auto wurde allerdings erst im Sommer 1957 über Mimmo Dei an den französischen Erstbesitzer ausgeliefert. Stilistisch entsprach es als einziges Modell des Mimmo-Dei-Auftrags den Fahrzeugen 2109 und 2110. Es hatte einen kurzen vorderen Überhang und verchromte Rammhörner anstelle von Stoßstangen.
Die folgenden neun Spyder können dagegen als offene Versionen der GranSport-Coupés angesehen werden. Sie hatten den längeren Vorderbau der „Long-Nose“-Versionen und waren ihnen auch in anderen Details nachempfunden. Eigenständiges Merkmal war ein stilisierter Lufteinlass an der Oberseite der hinteren, geschwungenen Kotflügel. Frua griff diese Idee drei Jahre später für das Cabriolet Renault Floride wieder auf.
Die Frua Spyder kosteten 10.450 US-$. Sie waren seinerzeit die teuersten Zweiliterfahrzeuge der Welt. In erster Linie waren sie für US-amerikanische Kunden gedacht; einige Autos fanden aber auch Abnehmer in Europa.

### Tipo B: Coupés von Frua
Weitere sechs A6G/54-Chassis kleidete Frua mit Coupé-Karosserien ein, wobei zwei Serien mit unterschiedlich langen Radständen zu unterscheiden sind.

#### Berlina 2000 „Short Nose“

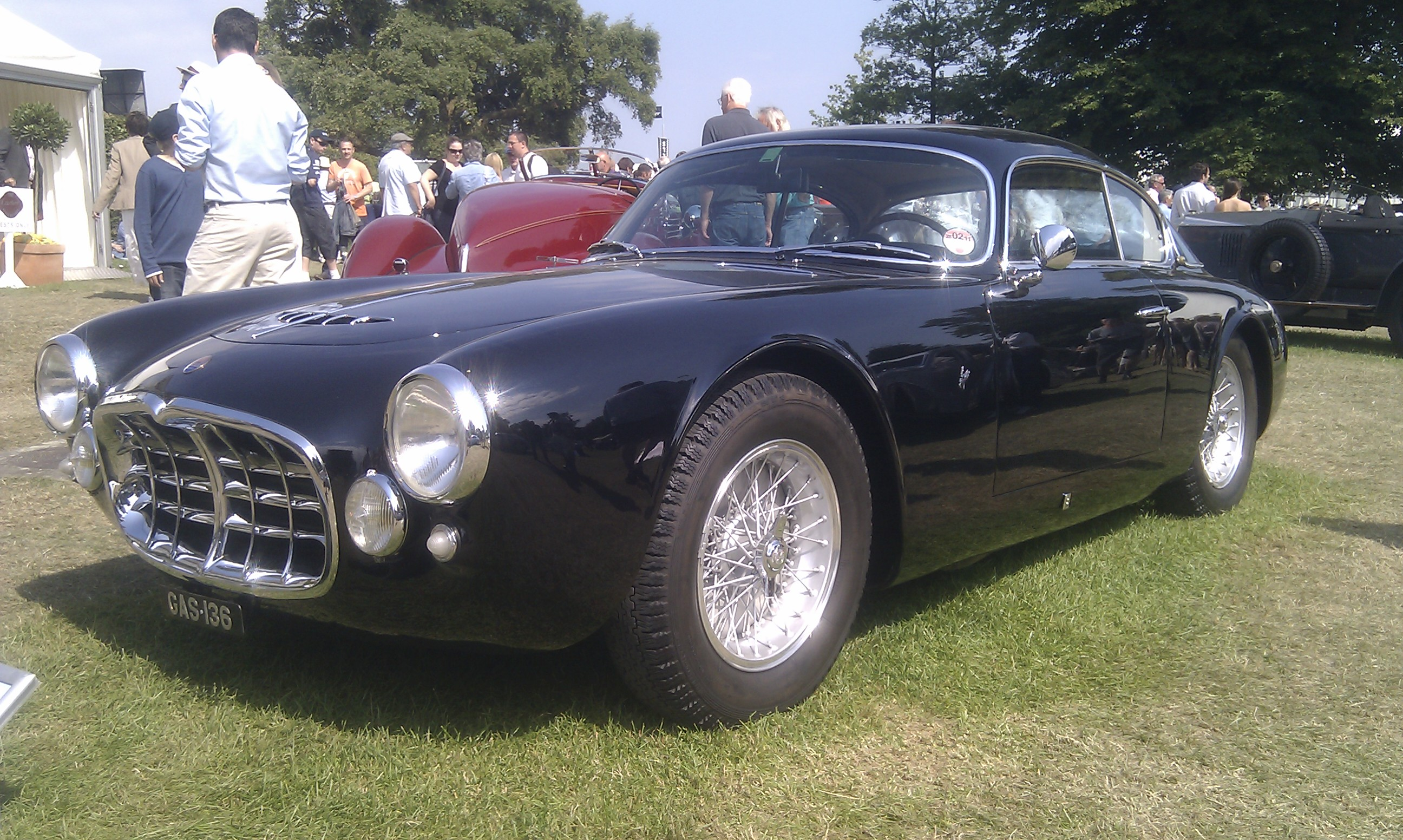
Maserati A6G/54 Berlina 2000 „Short Nose“ von Frua (Fahrgestellnummer 2114)

Die erste Baureihe der Frua-Coupés wurde unter der Bezeichnung A6G/54 Berlina 2000 vermarktet. Alternativ tragen sie die Bezeichnung A6G/54 Coupé Frua Series II; diese Zählung betrachtet die Frua-Coupés für die A6G-Chassis der Jahre 1950 bis 1953 als Serie 1.
Die Berlina-2000-Baureihe umfasst die Fahrgestellnummern 2063, 2103, 2114 und 2140, die bis 1955 fertiggestellt wurden. Alle Fahrzeuge dieser Reihe basieren auf dem ungekürzten, serienmäßigen Fahrgestell des A6G/54 und haben einen Radstand von 2550 mm. Sie haben jeweils einen vergleichsweise kurzen vorderen Überhang. Daraus resultiert die Alternativbezeichnung „Short Nose“, die sich in der Automobilliteratur für diese Baureihe findet.
Der Prototyp der Frua-Coupés erschien im April 1954 auf dem Turiner Autosalon. Er hatte die Fahrgestellnummer 2063. Das Ausstellungsstück hatte unzweifelhaft den modifizierten und leistungsreduzierten Motor des A6G/54; die Zuordnung des Fahrgestells ist aber umstritten. Während hier einige bereits ein erstes A6G/54-Chassis annehmen, gehen andere davon aus, dass das Chassis des Ausstellungsstücks von dem Sportmodell A6GCS stammte. Das Coupé hatte eine niedrige Gürtellinie und eine dünne C-Säule, deren unteres Ende zur Wagenfront hin gebogen war. Das Heckfenster war als Panoramascheibe ausgestaltet. Die Kühleröffnung war deutlich herausmodelliert. Sie war mit einem breiten verchromten Gitter verkleidet. Die zeitgenössische Presse lobte die Form des Coupés als harmonisch und ausgewogen. Der Wagen erschien ein halbes Jahr später auf dem Pariser Autosalon. Danach übernahm ihn der römische Maserati-Händler Mimmo Dei, der ihn an einen italienischen Kunden verkaufte.
Bis 1957 fertigte Frua mindestens drei weitere A6G/54-Coupés (Fahrgestellnummern 2103, 2114 und 2140), die stilistisch weitgehend gleich waren, sich aber in Einzelheiten voneinander unterschieden. Das betraf neben der Verkleidung der Kühleröffnung unter anderem die Stoßstangen, die teilweise einteilig, teilweise aber auch zweiteilig waren und bei einzelnen Autos völlig fehlten.
Einige Frua-Coupés hatten zeitweise bekannte Eigentümer. Ein Coupé (2103) gehörte vorübergehend dem Sänger Domenico Modugno, ein anderes (2114) wurde im 21. Jahrhundert von dem britischen Musiker Jay Kay übernommen. Das letzte Fahrzeug der Reihe stand einige Jahrzehnte in der Sammlung von Roger Baillon, bevor es 2015 in unrestauriertem Zustand für 1,7 Mio. Euro versteigert wurde.

#### Gran Sport „Long Nose“

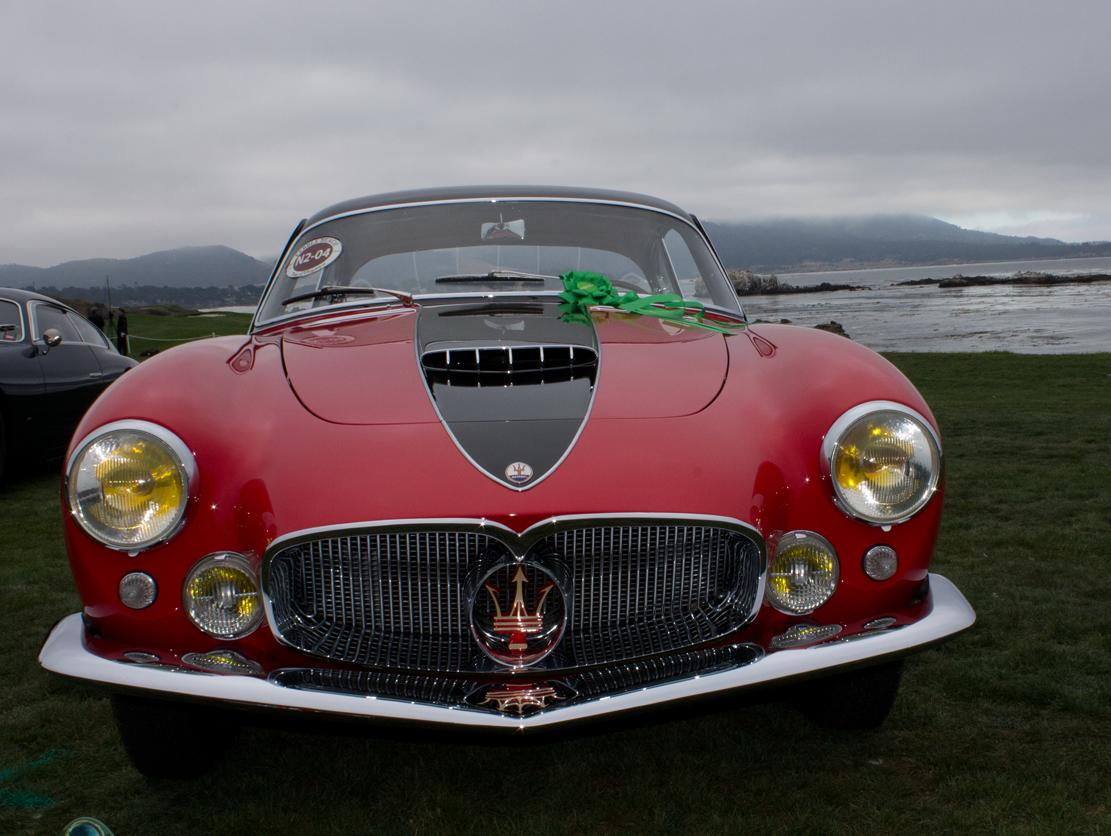
Maserati Gran Sport Long Nose von Frua (1956)

1956 und 1957 produzierte Frua zwei weitere von A6G/54-Coupés, die unter der Bezeichnung Maserati Gran Sport verkauft wurden (Fahrgestellnummern 2181 und 2194). Ihr Chassis hatte Frua leicht verkürzt. Der Radstand betrug je nach Quelle 2250 oder 2350 mm. Im Vergleich zu den bis 1955 produzierten Berlinas mit regulärem Radstand war hier der vordere Überhang länger; deshalb tragen die Autos in der Automobilliteratur die inoffizielle Zusatzbezeichnung „Long Nose“. Das erste Fahrzeug wurde im November 1956 komplettiert, das zweite im Mai 1957. Beide Autos fanden ihre ersten Käufer in den USA. Das „Long-Nose“-Design übernahm Frua ab 1956 auch für die meisten seiner Spyder-Versionen des A6G/54. Fast 50 Jahre später kam es zu einer Wiederbelebung des Namens Gran Sport. Ab 2004 wurde eine besondere Ausführung des Maserati Coupé als GranSport verkauft.
Das erste, 1956 hergestellte Long-Nose-Coupé (Fahrgestellnummer 2181) wurde 2017 für 2,3 Mio. US-Dollar verkauft.

### Tipo C: Coupés von Allemano

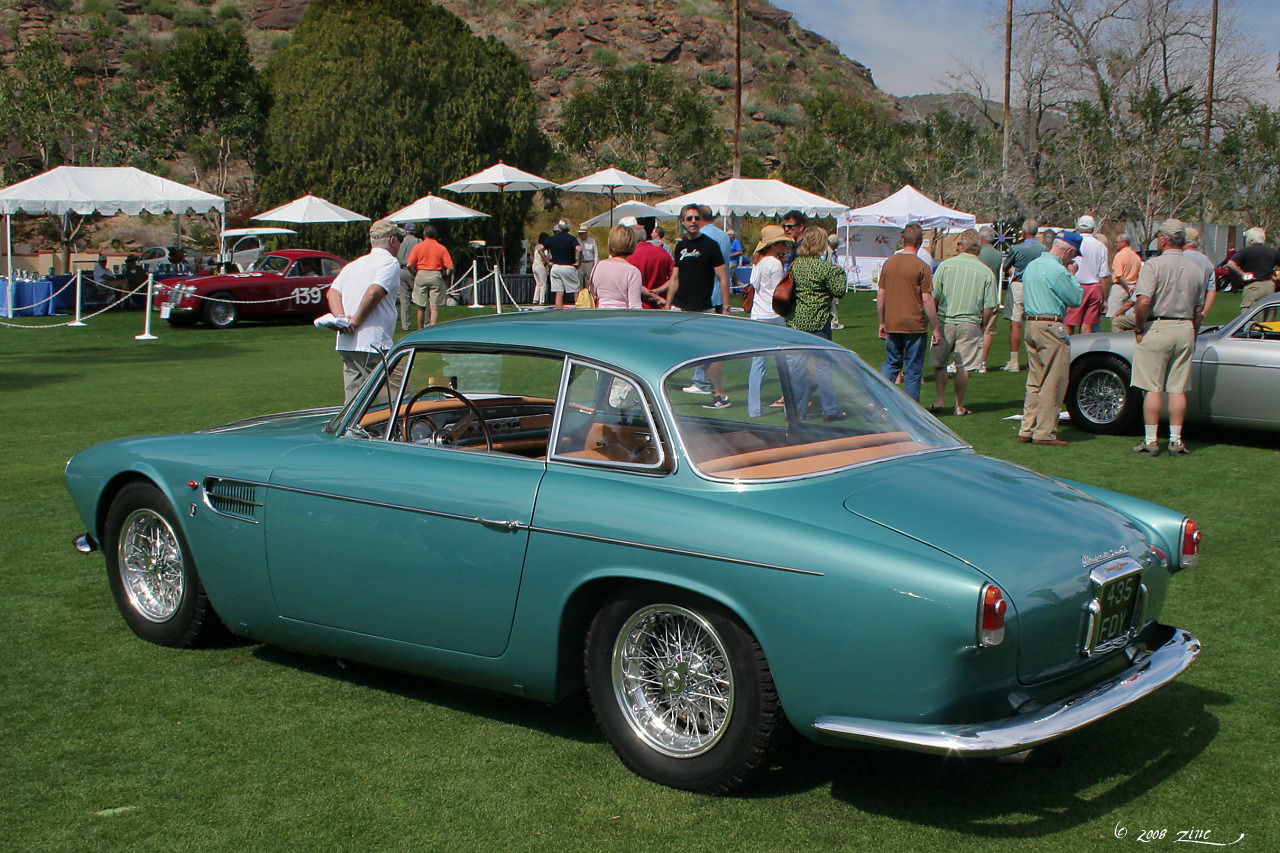
Maserati A6G/54 Tipo C Coupé von Allemano

In Serafino Allemanos Turiner Karosseriewerkstatt entstanden insgesamt 21 Stufenheckcoupés mit konservativ gezeichneten Aufbauten, die in erster Linie Kunden mit Interesse an luxuriösen Fahrzeugen ansprechen sollten. Es wird allgemein davon ausgegangen, dass sich Allemanos Beitrag auf die handwerkliche Herstellung der Autos beschränkte; der Karosserieentwurf hingegen wird Giovanni Michelotti zugeschrieben. Der Allemano-A6G/54, der sich durch eine lange Motorhaube, dünne Fahrzeugsäulen und eine knapp geschnittene Dachpartie im Trapezstil auszeichnete, nahm die Linie späterer Maserati-Coupés vorweg. Im Laufe des Fertigungsprozesses gab es Änderungen an der Kühleröffnung, die bei den ersten Fahrzeugen oval eingefasst war und teilweise zwei Zusatzscheinwerfer aufnahm; ab Sommer 1956 erhielt die Kühleröffnung dagegen eine rechteckige Ausrichtung. Der Lieferumfang beinhaltete eine Heizung britischer Herkunft, ein Radio und einen maßgeschneiderten Koffersatz. Dadurch hob sich die Allemano-Version insbesondere von den sportlichen, auf Gewichtsreduzierung bedachten Zagato-Versionen ab.
Die meisten Coupés entstanden 1956, als Allemano 17 Fahrzeuge fertigstellte. 1955 war nur ein Auto entstanden, 1957 karossierte das Werk die letzten drei Chassis.

### Tipo D: Coupés von Zagato
Die Mailänder Carrozzeria Zagato kleidete ab 1956 insgesamt 20 Chassis der Baureihe A6G/54 als Coupé ein, die über die Maserati-Händler vertrieben wurden. Bereits 1955 war ein Spyder entstanden, der ein Einzelstück blieb und nicht zum werksseitigen Angebot gehörte. Die Zagato-Versionen des A6G/54 zeichneten sich durch ein besonders geringes Gewicht aus. Sie waren für Einsätze im Automobilsport geeignet.

#### Barchetta

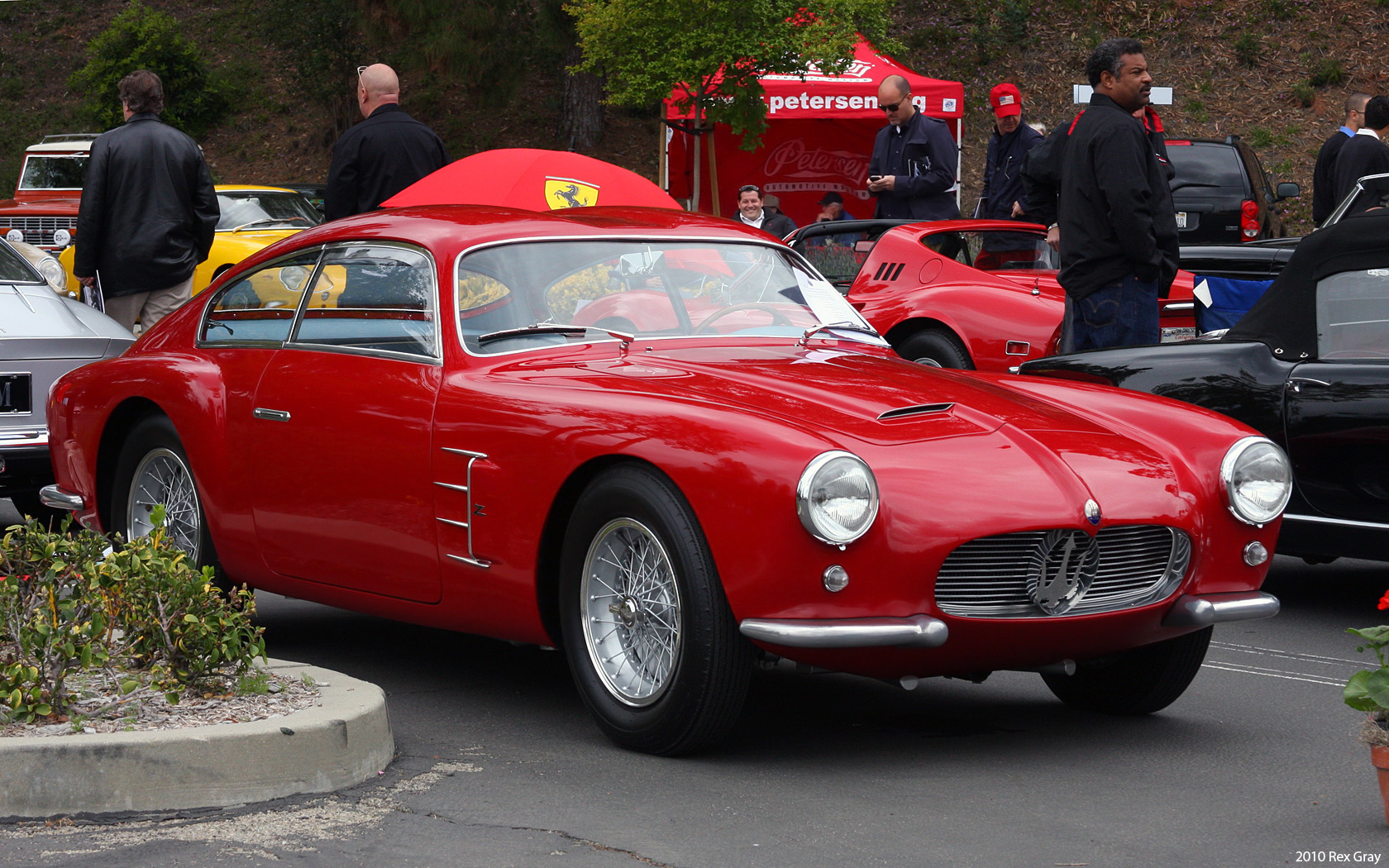
Maserati A6G/54 Zagato Barchetta mit „Double Bubble“

Zagato fertigte 20 Fließheckcoupés, die als Barchetta bezeichnet wurden. Die einzelnen Versionen unterschieden sich in Details voneinander. Das betraf die Verkleidung des Kühlergrills, die Form der Stoßstangen und Ornamente. Auch im Bereich der hinteren Kotflügel gab es individuelle Gestaltungen. Einige Zagato-Coupés hatten glattflächige Kotflügel, bei anderen waren sie ausgestellt oder hatten einen kleinen Schwung. Ein oder zwei Fahrzeuge waren mit der „Double Bubble“ versehen, den zwei Ausbuchtungen im Dach über Fahrer- und Beifahrersitz, die in der Nachkriegszeit ein Markenzeichen Zagatos war. Das geringe Leergewicht des Autos erreichte Zagato durch die Verwendung besonders dünner Aluminiumbleche; bei einigen Exemplaren bestanden die Seitenfenster zudem aus Plexiglas. Die Brauchbarkeit der Zagato-Coupés im Alltagsbetrieb war allerdings eingeschränkt. Der Rennfahrer und Journalist Paul Frère hielt den A6G/54 in der Zagato-Version für „eines der schlechtesten Autos, die ich je gefahren bin: laut, heiß, hart und unelastisch. Er hatte alle nachteiligen Eigenschaften eines Rennwagens, aber keine der guten eines Tourenwagens.“.
Die Zagato-Versionen des A6G/54 kosteten 8.900 US-$. Einige waren im Motorsport erfolgreich. Ein A6G/54 (Fahrgestellnummer 2148) mit Zagato-Karosserie siegte 1956 in der GT-Klasse der italienischen Bergmeisterschaft, ein anderes Fahrzeug (Nummer 2121) wurde zur Mille Miglia 1956 gemeldet.

#### Chassisnummer 2155

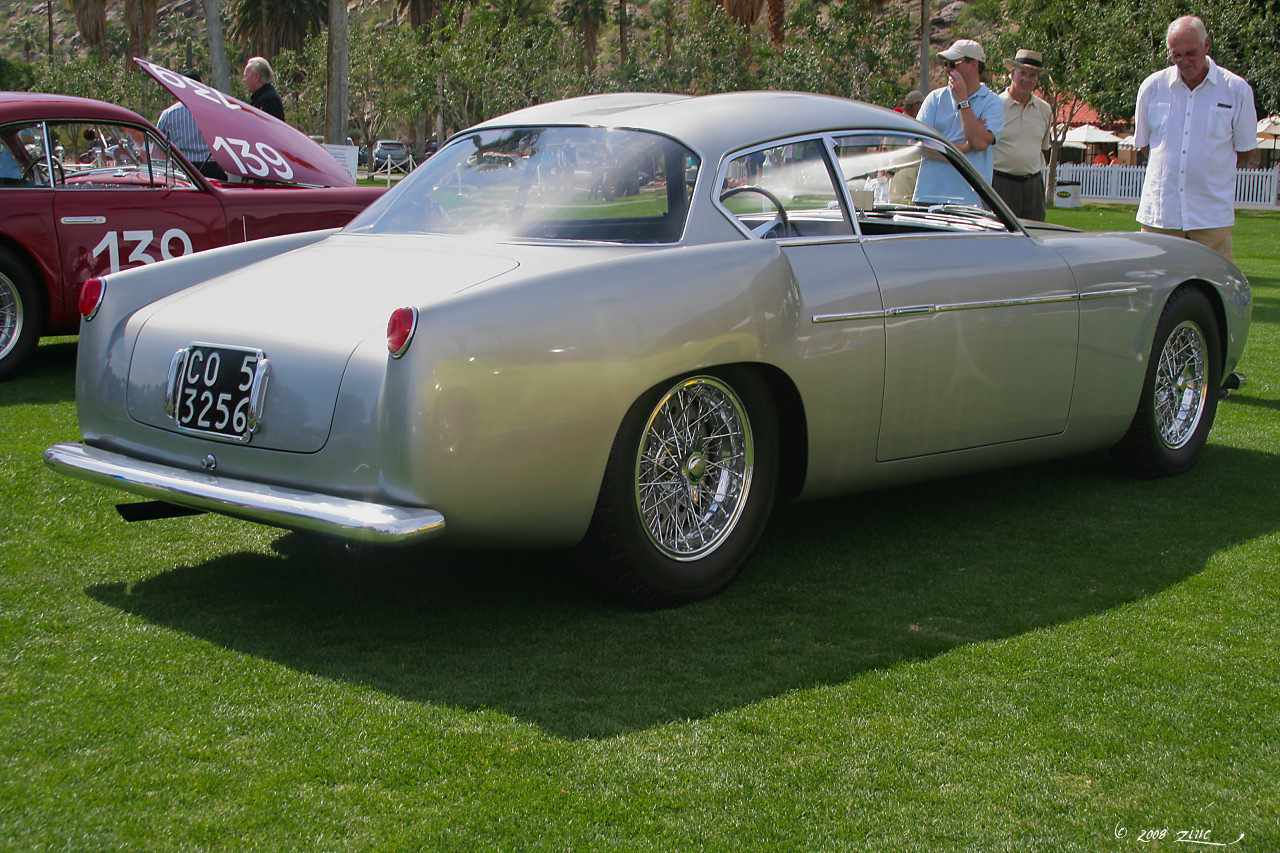
Einzelstück: Maserati A6G/54 Zagato Berlinetta Chassisnummer 2155

Eine Sonderstellung innerhalb der 20 Coupés nahm ein 1956 hergestelltes Coupé mit der Fahrgestellnummer 2155 ein. Anfänglich hatte es eine serienmäßige Barchetta-Karosserie, die bei einem Unfall, den Ugo Zagatos Sohn Gianni verursacht hatte, beschädigt worden war. Das Chassis erhielt daraufhin 1957 eine zerklüftete Stufenheckkarosserie; auch ein Double-Bubble-Dach war vorgesehen. Das Fahrzeug war in dieser Version eine Stilstudie für eine mögliche Zagato-Version des A6G/54-Nachfolgers 3500 GT; eine Serienfertigung kam jedoch nicht zustande. Der Prototyp wurde in den späten 1950er-Jahren verkauft und von wechselnden Eigentümern bei Motorsportveranstaltungen eingesetzt. 2005 wurde das Auto aufwendig restauriert.

#### Spyder

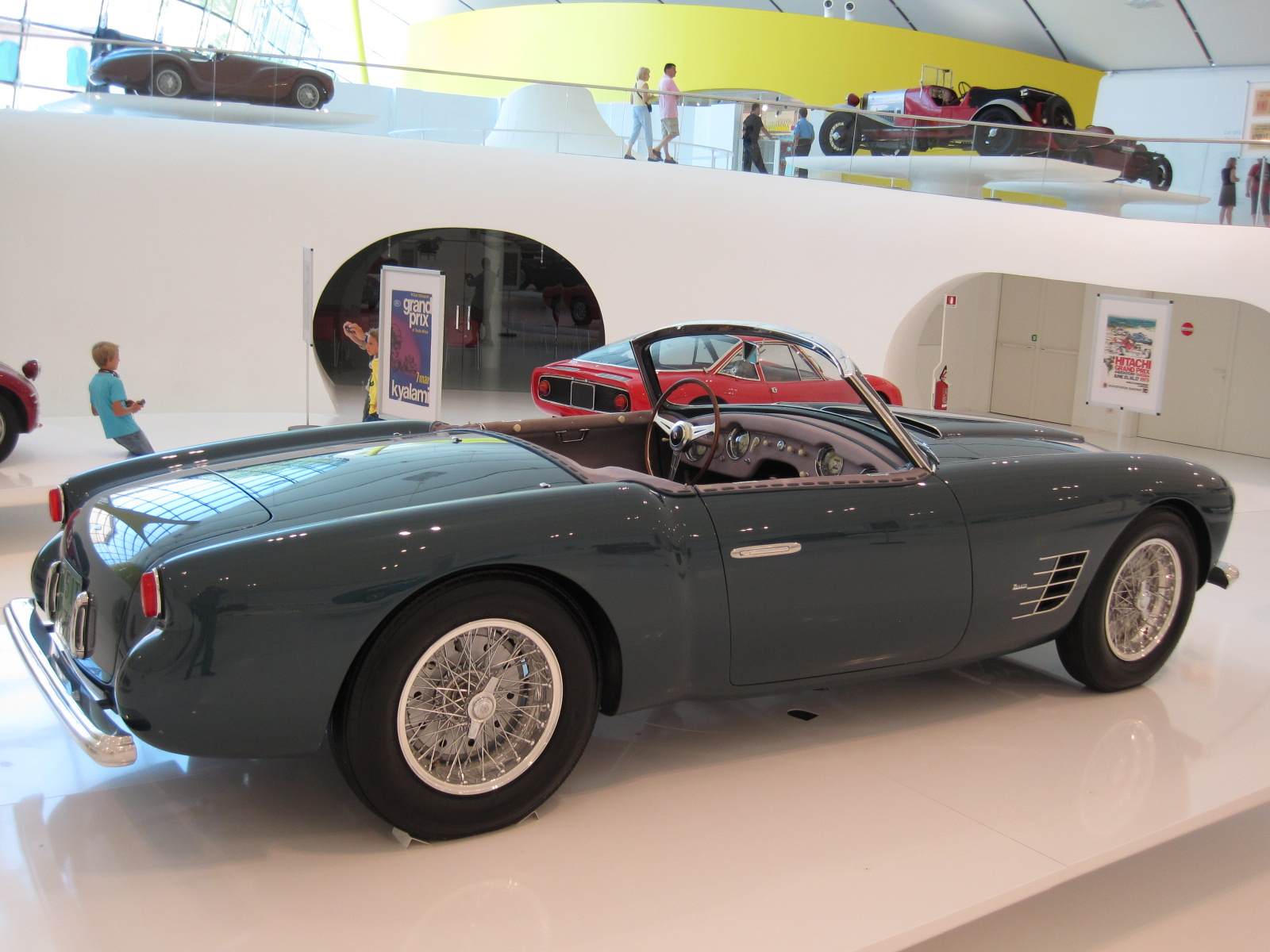
Maserati A6G/54 Zagato Spyder

Noch bevor Zagato mit der Produktion der werksseitig angebotenen Coupés begann, hatte das Unternehmen ein Fahrgestell (Nummer 2101) als Spyder eingekleidet. Der Wagen hatte glatte Flanken und wurde als „extrem elegant“ wahrgenommen. Die Gürtellinie verlief horizontal; über den Hinterrädern waren die Kotflügel leicht geschwungen. Eine Besonderheit war die Instrumentierung: Tachometer und Drehzahlmesser waren doppelt vorhanden; sie befanden sich sowohl vor dem Fahrer als auch vor dem Beifahrer.
Zagato zeigte das im Dezember 1954 fertiggestellte, in dunklem Grau lackierte Auto erstmals auf dem Genfer Automobilsalon im März 1955. Dort kaufte Juan Perón, der seinerzeitige argentinische Präsident, das Fahrzeug und gab bei Zagato einige Änderungen in Auftrag. Sie betrafen den Kühlergrill, die Einfassung der Windschutzscheibe und Lufteinlässe in der Motorhaube. Während der Spyder bei Zagato überarbeitet wurde, verlor Perón infolge eines Militärputsches die Macht. Er übernahm den Spyder in der Folgezeit nicht. Weitere Spyder baute Zagato nicht. Nachdem das Auto drei Jahre im Maserati-Werk gestanden hatte, stellte ihn der französische Maserati-Importeur 1958 auf dem Pariser Autosalon aus. Nunmehr trug es eine petrolfarbene Lackierung. In Paris fand der Spyder einen US-amerikanischen Käufer. Das Auto ging in den folgenden Jahren durch zahlreiche Hände, bevor es zu Beginn des 21. Jahrhunderts aufwendig restauriert wurde. Der Zagato Spyder wird seitdem wiederholt auf Ausstellungen gezeigt.